# Rafael Assis
Rafael Henrique Assis Cardoso, meglio noto come Rafael Assis (Belo Horizonte, 18 agosto 1990), è un calciatore brasiliano, centrocampista del Trofense.

## Caratteristiche tecniche
È un mediano che fa da schermo davanti alla difesa.

## Carriera

### Club
Cresciuto nelle giovanili del Cruzeiro, dal 2008 al 2014 gioca nelle serie inferiori del campionato brasiliano.
Nel 2014 approda in Europa firmando un contratto con il Beira-Mar, con cui debutta il 12 agosto nel match perso 2-1 contro l'União Madeira in cui sigla la rete del momentaneo 1-1.